# ولسوالی نیش
نیش یکی از ولسوالیهای ولایت قندهار در جنوب خاوری افغانستان است. جمعیت آن در سال ۲۰۰۶ میلادی، ۱۱۳۰۰ نفر اعلام شده‌است.